# Angkor (stad)
Angkor of Yashodharapura is een ruïnestad gelegen ten noorden van de plaats Siem Reap in Cambodja, in de provincie Siem Reap. Angkor was van ± 800 tot 1431 de hoofdstad van het Khmer-rijk dat in haar hoogtijdagen niet alleen het huidige Cambodja maar ook Thailand en Laos en delen van Vietnam en Myanmar omvatte. Het complex omvat 70 tempels verspreid over een oppervlakte van zo'n 200 km². Naast deze tempels stond het er ooit volgebouwd met houten huizen en paleizen maar deze zijn reeds vergaan. Alleen de stenen gebouwen hebben de tand des tijds overleefd.
Oorspronkelijk was het rijk hindoeïstisch, maar dit veranderde toen koning Jayavarman VII een duidelijke keuze maakte voor het mahayana-boeddhisme. Hierdoor zijn er tempels uit beide religies te vinden. Ook liet hij destijds hindoeïstische tempels aanpassen. In de stad zijn acht verschillende bouwstijlen te onderscheiden die in verschillende perioden in het Khmer-rijk in zwang waren. Het centrale deel van de stad, Angkor Thom, bestaat uit een vrijwel vierkante ommuurde binnenstad met een slotgracht, maar veel van de belangrijkste ruïnes, waaronder ook de bekendste tempel Angkor Wat dat het grootste religieuze complex ter wereld is, liggen buiten deze ommuring. Angkor staat sinds 1992 op de Werelderfgoedlijst.
Angkor beschikte over een geavanceerd watermanagementsysteem om met het overtollige water van de moesson om te kunnen gaan. Dit werd gebruikt om water af te voeren, op te slaan en de omgeving te irrigeren. De grootte van de bevolking is niet eenduidig vast te stellen maar mogelijk leefden er op haar hoogtepunt 750.000 mensen. Hierdoor was Angkor destijds de grootste stad ter wereld en mogelijk de grootste stad die de wereld ooit had gezien (hoewel Rome voor de val van het Romeinse rijk naar schatting 1 miljoen inwoners had). Het zou tot aan de 19e eeuw, ten tijde van de industriële revolutie, duren voordat er in de wereld grotere steden zouden ontstaan. In de buurt zijn andere complexen te vinden, zoals de oostelijk gelegen Roluosgroep die tot de 10 eeuw de hoofdstad was en de noordelijke tempel van Banteay Srei.

## Etymologie
Angkor (អង្គរ) is een woord in het Khmer dat afgeleid is van het woord Nagara (नगर) uit het Sanskriet. De letterlijke betekenis is heilige stad. In het Thai komt dit woord voor als Nakhon en in het Cham als Nagar.
In het westen wordt de naam Angkor op verschillende manieren gebruikt onder andere om het oude Khmer-rijk alsook de hoofdstad van dit rijk aan te duiden. Deze aanduidingen zijn niet correct. Het Khmer-rijk had in verschillende periodes verschillende hoofdsteden zoals Angkor Thom. De naam Angkor Wat refereert aan een heilige tempelstad. Ook voordat het Khmer-rijk bestond werd de naam Angkor gebruikt om plaatsen aan te duiden zoals Angkor Borei.

## Geschiedenis
Het Khmer-rijk verschilde van eerdere rijken dat het anders dan de in Chinese bronnen genoemde staten Funan en Chenla een groter gebied verenigde onder centraal bestuur. De Khmers gebruikten het gebied ten noorden van het Tonlé-Sapmeer als machtsbasis. De hoofdstad werd hier gebouwd vanwege de zeer vruchtbare landbouwgrond, voortkomend uit het feit dat dit gebied dat elk jaar tijdens de moesson overstroomt, waarbij nieuw vruchtbaar slib afgezet wordt. Tegenwoordig is er behalve ruïnes van tempels vrijwel niets over van de stad, omdat de huizen in hout opgetrokken werden.
De locatie van Yashodharapura werd in 889 betrokken door de in dat jaar aan de macht gekomen koning Yashovarman I. De stad is naar hem genoemd. Voor deze tijd lag de hoofdstad van de Khmers eerst bij het tegenwoordige dorp Roluos (destijds Hariharalaya genoemd), ongeveer 15 km ten oosten van Angkor Thom. Tussen 924 en 944 verplaatste de hoofdstad zich vanwege dynastieke perikelen gedurende korte tijd naar Koh Ker, op veel grotere afstand.
De koningen van de Khmers uiten hun almacht door het bouwen van enorme tempels, gewijd aan hindoeïstische goden. Elke koning had een god waarmee hij zich persoonlijk verbond. Meestal was dit Shiva, maar sommige koningen namen Vishnu of Harihara, een versmelting van Shiva en Vishnu. De 9e-eeuwse tempels in Hariharalaya dienden als blauwdruk voor latere bouwwerken in onder andere Angkor Thom. De bouwactiviteiten van elke monarch doorliepen vier vaste fases: eerst werden publieke irrigatiewerken ondernomen, zoals het aanleggen van waterbassins voor de bevolking; daarna werden tempels voor de ouders en grootouders van de monarch gebouwd; en ten slotte werd een persoonlijk tempel in de vorm van een berg opgericht, gewijd aan de persoonlijke god van de monarch.
De late elfde eeuw was een periode van politieke instabiliteit, waaraan een einde kwam met de troonsbestijging van Suryavarman II, de bouwer van Angkor Wat. Bijzonder was dat Yashodharapura tot dan toe geen verdedigingswerken kende, zo zelfverzekerd waren de Khmers blijkbaar van hun militaire onaantastbaarheid. Deze verzekerdheid bleek ongegrond toen de Champa in 1177 bij verrassing de stad over water aanvielen en innamen. De bezetters werden in het opvolgende jaar verjaagd door een nieuwe koning, Jayavarman VII. Deze verschilde van zijn voorgangers in het feit dat hij boeddhist was. Jayavarman voltooide het meest omvangrijke bouwprogramma ooit, tijdens een regering van slechts een paar decennia. Onder zijn bouwwerken zijn de ommuring van Ankor Thom en de Bayon.
Na een aantal veroveringen en plunderingen door het koninkrijk Ayutthaya (in hedendaags Thailand) besloten de Cambodjaanse koningen in de 15e eeuw het gebied te ontruimen en de bevolking te verhuizen naar het gebied rondom het huidige Phnom Penh. Angkor raakte ontvolkt, hoewel in Angkor Wat altijd een zeker aantal monniken aanwezig bleef, tot de Franse "ontdekking" van de stad in de 19e eeuw. Aangezien het gehele gebied rondom Angkor ontvolkt raakte, heroverde de natuur zowel de stad als de landbouwgebieden.
Pas rond 1900 stuitte een Franse expeditie (Cambodja was toen een onderdeel van de Unie van Indochina) op het gigantische complex. Daarmee keerde Angkor terug in het bewustzijn van de rest van de wereld. Vanaf die tijd (met uitzondering van de tijd dat de Rode Khmer aan de macht was) is men bezig met restauratie van het complex. Het trekt nu 1.000.000 bezoekers per jaar.

## Werelderfgoed
Angkor staat sinds 1992 op de Werelderfgoedlijst van de UNESCO. Hiervoor werden een aantal redenen gegeven:
- Het Angkorcomplex vertegenwoordigt de gehele Khmer kunst van de 9e tot de 14e eeuw, inclusief artistieke meesterwerken
- De invloed van Khmerkunst is te vinden in het grootste deel van Zuidoost-Azië en heeft zeker een grote invloed in de ontwikkeling van de kunst
- De Khmer speelde een belangrijke rol in de totstandkoming van de politieke en culturele evolutie van de regio. Het enige wat nog over is, is dit archeologisch monument.
- Khmerkunst werd geïnspireerd door de Indiase kunst, maar ontwikkelde zijn eigen kenmerken. Dit resulteerde in een nieuwe horizon in oriëntaalse kunst

De werelderfgoedinschrijving omvat ook het omliggende landschap en beslaat een oppervlakte van 400 km².

## De belangrijkste monumenten

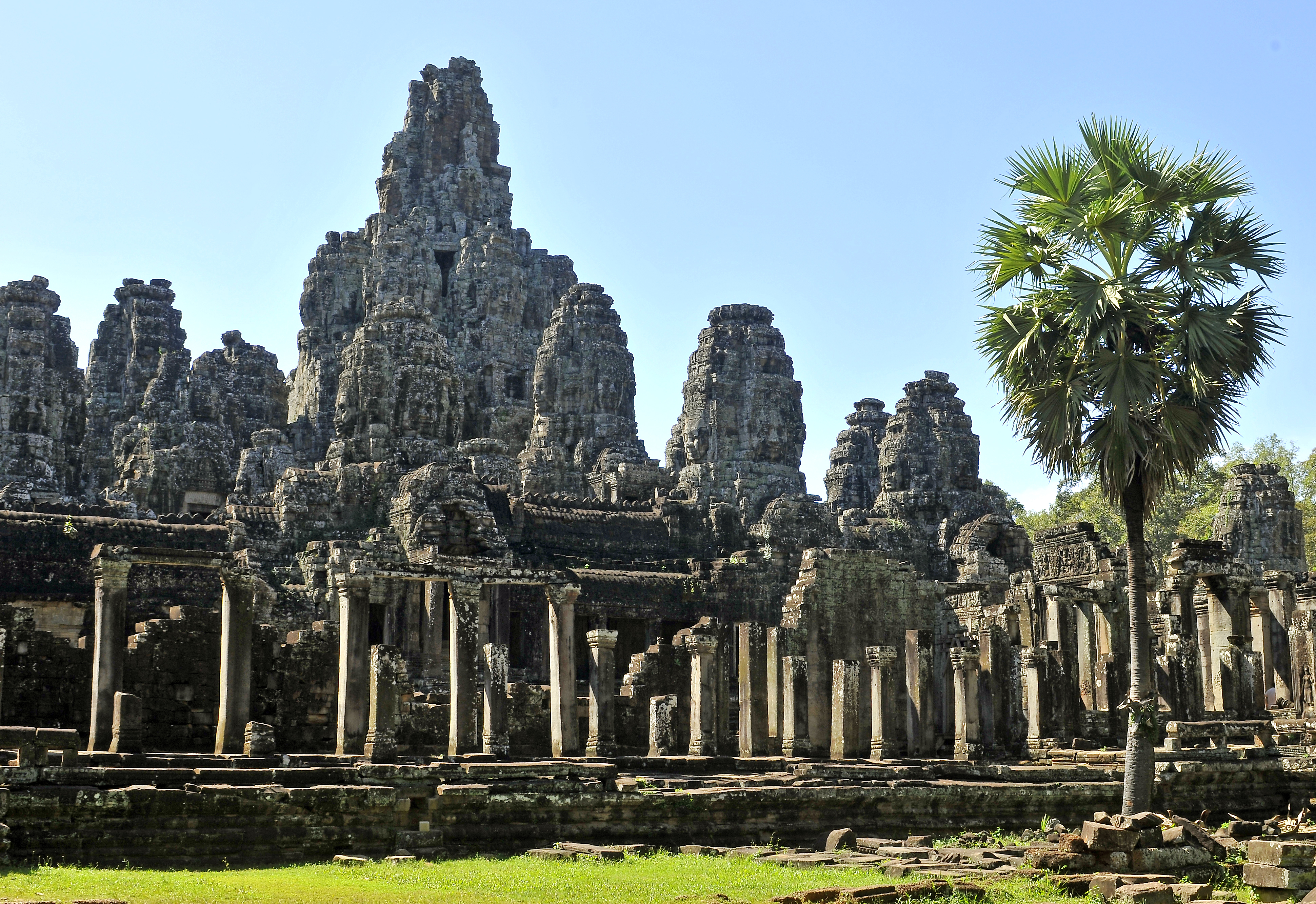
De tempel Bayon, gelegen in het centrum van Angkor Thom.

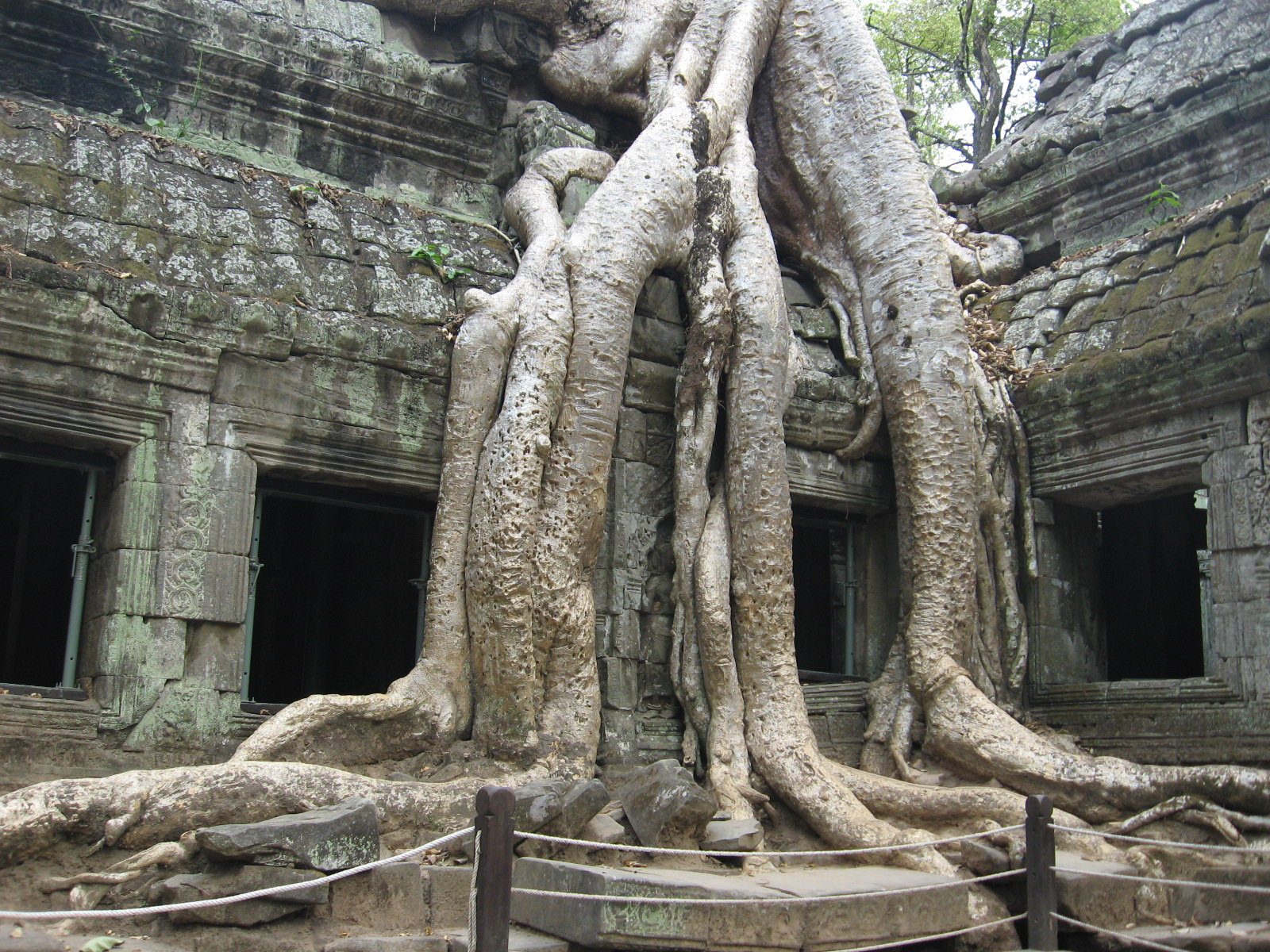
Een deel van Ta Prohm met de wortels van een banyanboom.

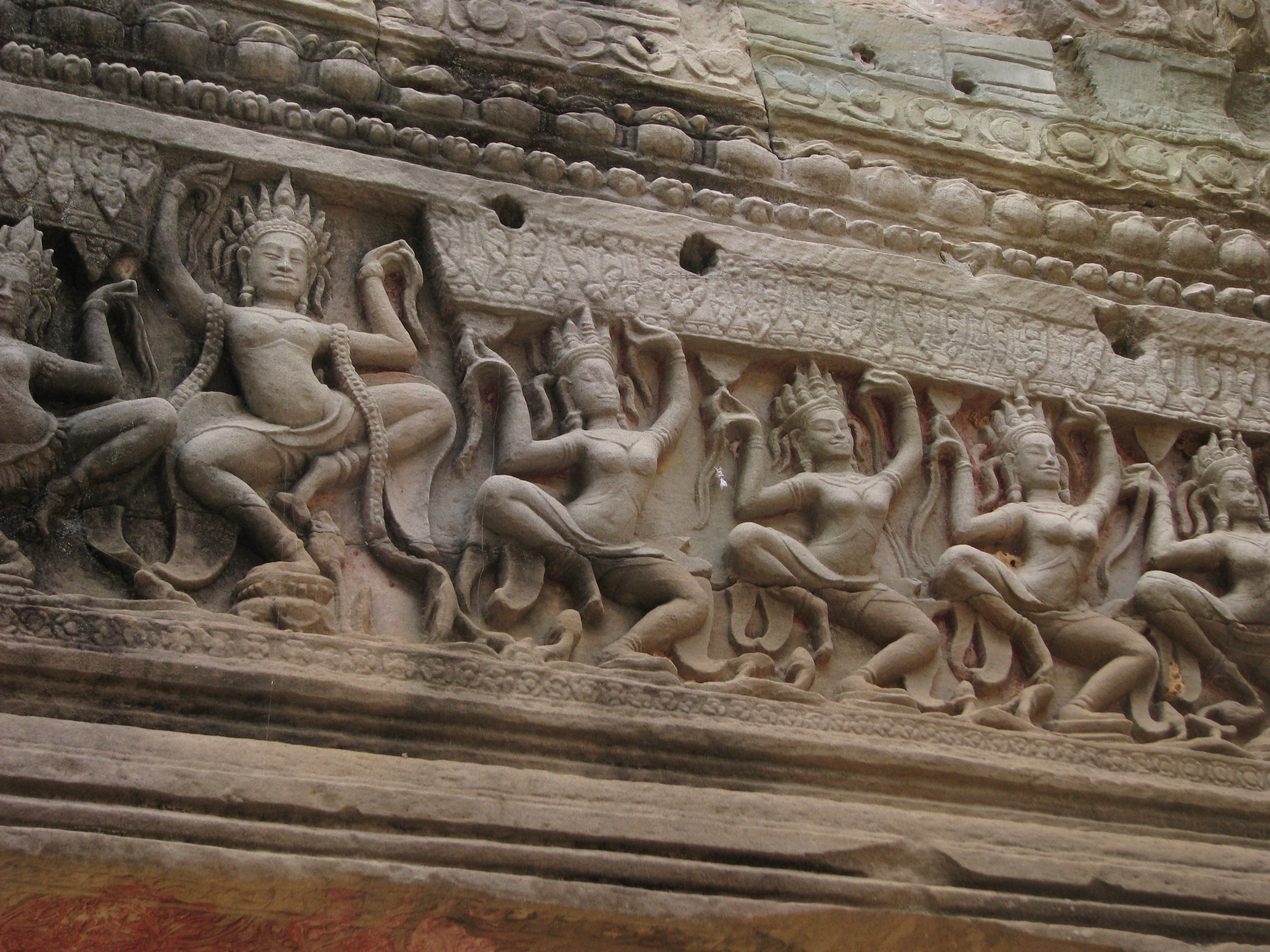
Reliëf met danseressen in Preah Khan.

### Angkor Wat
De tempel Angkor Wat is het bekendste bouwwerk binnen Angkor. Het is het grootste religieuze complex ter wereld. De naam betekent Tempel-stad Het werd gebouwd in de 12e eeuw in opdracht van koning Suryavarman II. De plattegrond is gebaseerd op een mandala. in het midden staan vijf torens in de vorm van de knop van een heilige lotus die samen de berg Meru symboliseren. In het complex zijn 200 beelden van apsara's te vinden. De tempel is gericht op het westen, de ondergaande zon.

### Angkor Thom
Angkor Thom is een vierkant ommuurd deel binnen Angkor. Deze vierkante muur heeft een lengte van dertien kilometer. De naam Angkor Thom betekent Grote stad. De muur heeft verschillende toegangspoorten. Binnen deze muur bevinden zich een aantal tempels waarvan de in het midden gelegen Bayon de belangrijkste is. Deze tempel omvat 54 torens met op elke toren vier glimlachende gezichten. De tempel is ommuurd en heeft acht kruisvormige torens. Op de muren zijn verschillende taferelen afgebeeld waaronder veldslagen. Andere gebouwen binnen de muren zijn: Baphuon, Phimeanakas, het olifantenterras en het terras van de leprakoning.

### Ta Prohm
Ta Prohm was ooit een boeddhistisch klooster. Bij het restaureren is een groot deel van de begroeiing gespaard gebleven waardoor er grote banyanbomen op groeien waarvan de wortels over de stenen heen hangen. Deze tempel wordt ook wel de Lara Croft Tempel genoemd omdat een belangrijke scène uit de film Lara Croft: Tomb Raider (2002) zich hier afspeelt.

### Phnom Bakheng
Phnom Bakheng is een boeddhistische en tegelijk hindoeïstische tempel op een heuvel. Deze werd gebouwd in de negende eeuw, twee eeuwen voor de bouw van Angkor Wat, in opdracht van Indravarman I die de hoofdstad van naar Angkor liet verplaatsen. De tempel is populair bij toeristen omdat vanaf hier een mooie zonsondergang te zien is. Aan elke zijde loopt een steile trap omhoog met een optische illusie. Naar boven toe worden de traptreden steeds kleiner en de leeuwenbeelden langs de trap neem ook in grootte af. Hierdoor lijkt de tempel hoger dan deze is. In de 16e eeuw heeft men gepoogd bovenop de tempel een groot zittend Boeddhabeeld te bouwen. Hier zijn nog steeds delen van terug te vinden.

### Preah Khan
Preah Khan is een ommuurd kloostercomplex gebouwd eind 12e eeuw in opdracht van Jayavarman VII na een neergeslagen invasie van het koninkrijk Champa. Mogelijk fungeerde het hierna als tijdelijke hoofdstad. Het complex bestaat uit een boeddhistisch heiligdom met daaromheen verschillende hindoeïstische tempels. Opvallend zijn de reliëfs van danseressen en biddende monniken. Het complex is nog grotendeels overwoekerd door begroeiing. Het wordt omsloten door een drie kilometer lange muur met toegangspoorten.

## Afbeeldingen

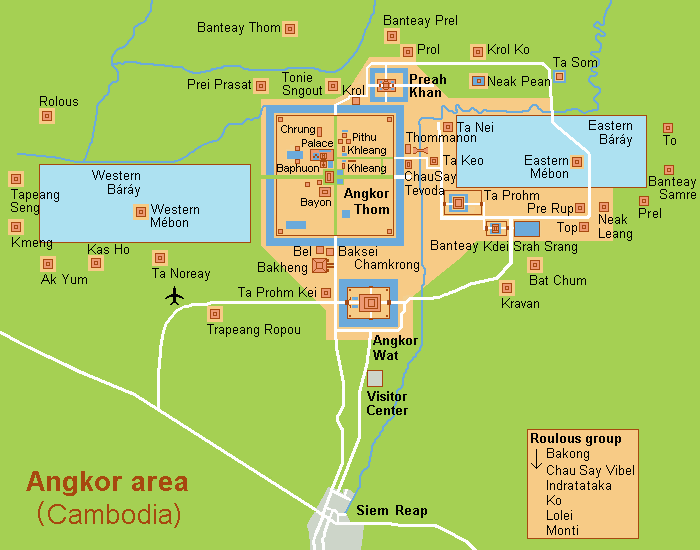
Kaart van Angkor met in het midden het ommuurde Angkor Thom
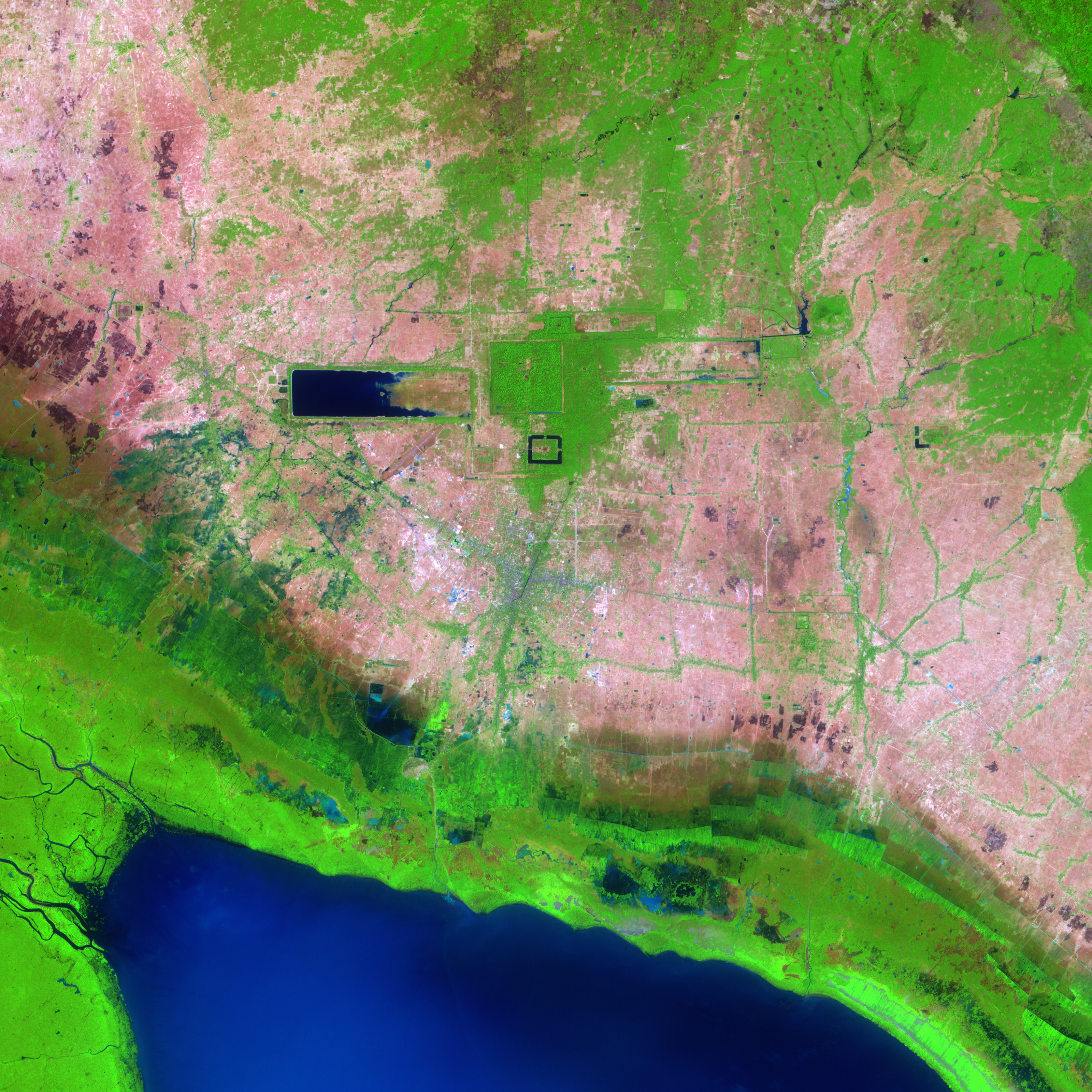
Het gebied rond Angkor vanuit de ruimte. Opname van 17 februari 2004 door de Advanced Spaceborne Thermal Emission and Reflection Radiometer (ASTER) aan boord van NASA’s Terra-satelliet. De afbeelding beslaat een oppervlakte van 22,4 bij 29,9 km. Water is zwart en blauw, vegetatie is lichtgroen, en kale grond is roze.
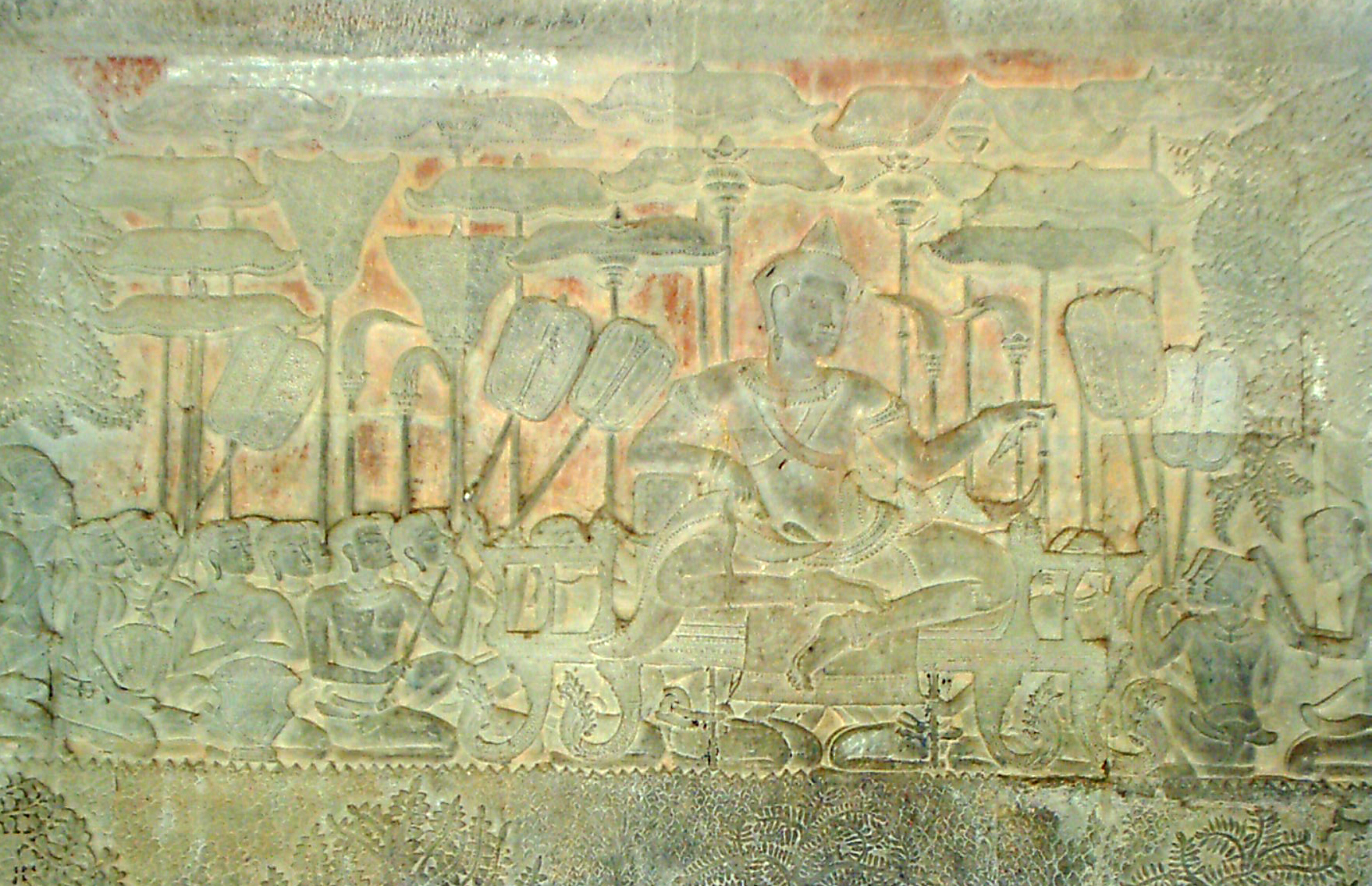
Koning Suryavarman II, in wiens opdracht Angkor Wat werd gebouwd, op een bas-reliëf in "zijn" tempelcomplex.
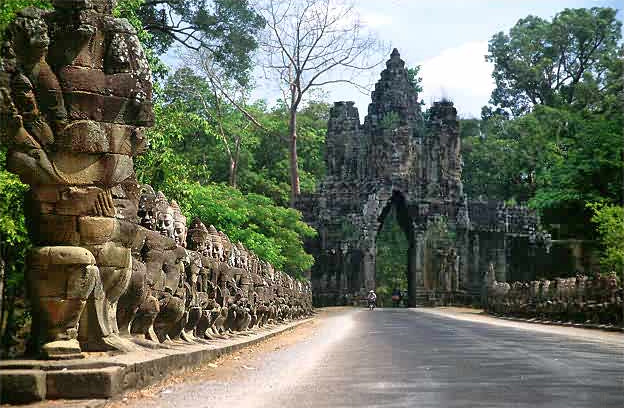
De zuidelijke poort van Angkor Thom (de "grote stad") uit de vroege 13e eeuw. De meeste historici zijn het erover eens dat de gezichten op de poort de bodhisattva Avalokiteshvara voorstellen.
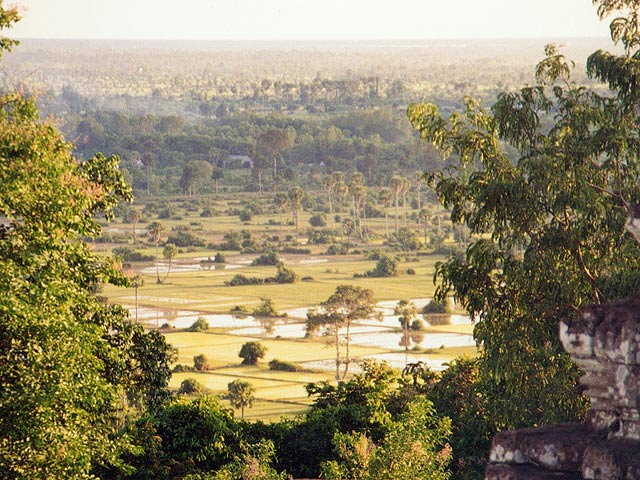
Rijstvelden gezien vanaf Phnom Bakheng